# Martina Franko
Pour les articles homonymes, voir Franko.
Martina Marie Franko, née le 13 janvier 1976 à Cincinnati, est une joueuse de soccer canadienne.

## Biographie

### Carrière en club
Martina Franko est une joueuse polyvalente. Elle joue avec le Surrey United en Metro Women's Soccer League (MWSL) de la Colombie-Britannique pendant deux ans.
Au cours de sa carrière en club, Martina Franko remporte deux titres de la W-League avec les Whitecaps de Vancouver, en 2004 et 2006. Après un an pour le Sol de Los Angeles en Women's Professional Soccer League, elle revient le 1er avril 2010 dans son ancien club des Whitecaps de Vancouver.

### Carrière internationale
Martina Franko décroche sa première sélection avec le Canada en 2005, à l'âge de 29 ans. Elle marque son premier but lors de sa deuxième sélection, contre l'Allemagne. Aux Jeux panaméricains de 2007, elle remporte une médaille de bronze avec son équipe. Plus tard la même année, elle dispute son premier tournoi majeur affilié à la FIFA avec l'équipe du Canada, la Coupe du monde 2007, où elle dispute les trois matches de la phase de groupes, marquant un but, avant que l'équipe ne soit éliminée. Elle fait également partie de l'équipe canadienne pour les Jeux olympiques d'été de 2008.

### Carrière d'entraîneure
En janvier 2008, Martina Franko rejoint la Quest University en tant qu'entraîneure de l'équipe de soccer féminine universitaire.
Martina Franko a également été entraîneure adjointe des Tigers au cours de la saison 1998 après avoir obtenu son bachelor en psychologie.

### Vie personnelle
Ses parents, Dana Holanová et Jaromír Holan, sont champions nationaux tchécoslovaques de danse sur glace dans les années 1960.